# Jerry Bengtson
Jerry Ricardo Bengtson Bodden (ur. 8 kwietnia 1987 w Santa Rosa de Aguán) – piłkarz honduraski grający na pozycji napastnika.

## Kariera klubowa
Jerry Bengtson jest wychowankiem klubu Vida La Ceiba. W lidze honduraskiej zadebiutował 13 sierpnia 2007 w meczu z Olimpią Tegucigalpa. W barwach Vidy dwukrotnie był królem strzelców ligi honduraskiej: Clausura 2010 i Apertura 2011. Od 2011 jest zawodnikiem Motagui Tegucigalpa. Z Motaguą zdobył mistrzostwo Hondurasu Clausura 2010/2011 oraz był królem strzelców tych rozgrywek. W 2012 roku przeszedł do New England Revolution. W sezonie 2014/2015 był wypożyczony do Belgrano. Następnie przeszedł do Persepolis.

## Kariera reprezentacyjna
W reprezentacji Hondurasu Bengtson zadebiutował 21 kwietnia 2010 w przegranym 0-1 towarzyskim meczu z reprezentacją Wenezueli. W 2011 został powołany na Złoty Puchar CONCACAF.